# Toy Story of Terror!
Toy Story of Terror! is een Amerikaanse korte film, geschreven en geregisseerd door Angus MacLane. Hij duurt bijna 22 minuten inclusief aftiteling. De korte film verscheen voor het eerst op 16 oktober 2013 op de televisiezender ABC en is dus ook een televisiefilm. Het werd genomineerd voor zeven Annie Awards waarvan het er drie won. Het is tevens de enige Halloween-special in de Toy Story-franchise.
Het verhaal speelt zich af na de gebeurtenissen in Toy Story 3. Het speelgoed van Andy woont nu bij het meisje Bonnie.

## Verhaal
Bonnie is samen met haar moeder op een roadtrip onderweg naar haar grootmoeder. Zij heeft het speelgoed Woody, Buzz Lightyear, Jessie, Rex, Mr. Pricklepants, Mr. Potato Head en Trixie met zich meegenomen. Het speelgoed kijkt in de autokoffer een horrorfilm totdat ze een lekke autoband hebben. Hierop moeten Bonnie, haar moeder en het speelgoed een nacht doorbrengen in een motel omdat de takeldienst pas de volgende ochtend kan komen. Jessie blijkt ondertussen herhaaldelijk last te hebben van claustrofobie wegens de gebeurtenissen uit Toy Story 2. Vervolgens blijkt Mr. Potato Head verdwenen te zijn. Mr. Pricklepants gelooft dat ze in een horrorfilm zitten.
Ze vinden een slijmerig spoor waarin Mr. Potato Head is ingestapt die leidt naar een ventilatieschacht. Trixie valt in de schacht waarna zij ook verdwijnt. Daarna besluit de rest ze te volgen. Ze komen vervolgens in een holle ruimte onder een vloer terecht waar een onbekend wezen Rex en Mr. Pricklepants ontvoert. Woody, Buzz en Jessie rennen en slagen erin om uit handen van het wezen te blijven. Vervolgens vinden ze een arm van Mr. Potato Head die hen naar een badkamer leidt. Hier worden Buzz, Woody en de arm ook ontvoerd waardoor Jessie alleen achterblijft, maar ze ontmoet vervolgens een actiefiguur genaamd Combat Carl die haar vertelt dat dit motel hem scheidde van zijn eigenaar Billy. Hij zegt dat Jessie naar haar eigenaar toe moet gaan, maar zij wil haar vrienden redden. Vervolgens wordt Combat Carl ook ontvoerd. Jessie probeert tevergeefs te vluchten. Daarna blijkt het onbekende wezen een tamme leguaan genaamd Mr. Jones te zijn. Hij is getraind door de moteleigenaar Ron om speelgoed van zijn gasten te stelen zodat hij het online kan verkopen. De leguaan brengt haar naar een kast waar zij haar vrienden weerziet. Woody en Jessie worden daarna verkocht en Woody wordt in een doos weggestuurd. Hierop gaat Jessie Woody bevrijden en ze keren terug wanneer Bonnie en haar moeder het motel gaan verlaten. Ze hebben niet door dat het speelgoed niet meer in de koffer zit. Jessie slaagt erin om Bonnie's aandacht op het speelgoed te vestigen.
Tijdens de aftiteling is nog te zien dat twee agenten Ron komen arresteren. Ron probeert te vluchten met hun auto, maar hij rijdt tegen het motellogo waarna hij te voet vlucht.

## Rolverdeling

### Originele rolverdeling
- Tom Hanks als Woody
- Tim Allen als Buzz Lightyear
- Joan Cusack als Jessie
- Carl Weathers als Combat Carl en Combat Carl Junior
- Stephen Tobolowsky als Ron, de hoteldirecteur
- Timothy Dalton als Mr. Pricklepants
- Wallace Shawn als Rex
- Don Rickles als Mr. Potato Head
- Kristen Schaal als Trixie
- Kate McKinnon als PEZ Cat
- Lori Alan as Bonnie's moeder
- Peter Sohn als Transitron
- Emily Hahn als Bonnie
- Dawnn Lewis als de koerierster
- Jason Topolski als Vampire / Tow Truck Guy
- Ken Marino als Pocketeer
- Christian Roman als Old Timer
- Laraine Newman als Betsy
- Tara Strong als de computer
- Angus MacLane als agent Wilson
- Josh Cooley als agent Phillips
- Dee Bradley Baker als Mr. Jones

### Nederlandse rolverdeling
- Huub Dikstaal als Woody
- Jan Elbertse als Buzz Lightyear
- Angelique de Bruijne als Jessie
- Leo Richardson als Combat Carl en Combat Carl Junior
- Wilbert Gieske als Ron, de hoteldirecteur
- Paul Disbergen als Meneertje Prikkels
- Arjan Ederveen als Rex
- Ronald Van Rillaer als Meneer Aardappelhoofd
- Melise de Winter als Trixie
- Hilde de Mildt als PEZ Kat
- Jannemien Cnossen as Bonnie's moeder
- Roberto de Groot als Transitron en agent Phillips
- Elaine Hakkaart als Bonnie
- Anneke Beukman als de koerierster, Betsy en de computer
- Franky Rampen als de Vampier, de auto reparatie man en Pocketeer
- Reinder van der Naalt als Vadertje Tijd en Meneer Jonas
- Fred Meijer als agent Wilson

## Achtergrond

### Productie
Op 27 november 2012 werd er een televisiespecial aangekondigd genaamd Toy Story of Terror!. De korte film verscheen later voor het eerst op 16 oktober 2013 op de televisiezender ABC.

### Muziek
De soundtrack werd gecomponeerd door de Amerikaanse filmcomponist Michael Giacchino. Het album werd door Walt Disney Records uitgebracht op 15 oktober 2013. Hieronder volgen de nummers.
| Nr. | Titel                               | Duur |
| --- | ----------------------------------- | ---- |
| 1   | "The Suspension Is Killing Me"      | 0:44 |
| 2   | "Thinking Inside the Box"           | 1:40 |
| 3   | "Motel Me a Scary Story"            | 1:07 |
| 4   | "I've Got a Bag Feeling About This" | 1:45 |
| 5   | "Why'd It Have to Be Crawl Spaces?" | 1:15 |
| 6   | "The Ballad of Combat Carl"         | 2:33 |
| 7   | "Iguana Be Kidding Me"              | 4:03 |
| 8   | "Nobody Puts Jessie in the Box"     | 1:33 |
| 9   | "Rock 'Em Box 'Em Robots"           | 1:31 |
| 10  | "Pink Peanut Panic"                 | 1:23 |
| 11  | "World's Worst Curtain Call"        | 2:31 |
| 12  | "FedExit"                           | 0:53 |

### Homemedia
Op 19 augustus 2014 verscheen de korte film op dvd en blu-ray samen met de drie Toy Story Toons.

## Prijzen en nominaties
| Jaar | Prijs                          | Categorie                                                                             | Uitslag     |
| ---- | ------------------------------ | ------------------------------------------------------------------------------------- | ----------- |
| 2014 | HPA Awards                     | Outstanding Sound - Television                                                        | Gewonnen    |
| 2014 | Annie Awards                   | Outstanding Achievement in Character Animation in an Animated TV/Broadcast Production | Gewonnen    |
| 2014 | Annie Awards                   | Outstanding Achievement in Directing in an Animated TV/Broadcast Production           | Gewonnen    |
| 2014 | Annie Awards                   | Outstanding Achievement in Storyboarding in an Animated TV/Broadcast Production       | Gewonnen    |
| 2014 | Annie Awards                   | Outstanding Achievement in Character Animation in an Animated TV/Broadcast Production | Genomineerd |
| 2014 | Annie Awards                   | Outstanding Achievement in Character Animation in an Animated TV/Broadcast Production | Genomineerd |
| 2014 | Annie Awards                   | Outstanding Achievement in Editorial in an Animated TV/Broadcast Production           | Genomineerd |
| 2014 | Annie Awards                   | Best Animated Special Production                                                      | Genomineerd |
| 2014 | Behind the Voice Actors Awards | Best Male Vocal Performance in a TV Special/Direct-to-DVD Title or Theatrical Short   | Gewonnen    |
| 2014 | Behind the Voice Actors Awards | Best Male Vocal Performance in a TV Special/Direct-to-DVD Title or Theatrical Short   | Gewonnen    |
| 2014 | Behind the Voice Actors Awards | Best Male Vocal Performance in a TV Special/Direct-to-DVD Title or Theatrical Short   | Genomineerd |
| 2014 | Behind the Voice Actors Awards | Best Female Vocal Performance in a TV Special/Direct-to-DVD Title or Theatrical Short | Genomineerd |
| 2014 | Behind the Voice Actors Awards | Best Vocal Ensemble in a TV Special/Direct-to-DVD Title or Theatrical Short           | Genomineerd |
| 2014 | Visual Effects Society Awards  | Outstanding Animated Character in a Broadcast Program or Commercial                   | Genomineerd |
| 2014 | Visual Effects Society Awards  | Outstanding FX and Simulation Animation in a Commercial or Broadcast Program          | Genomineerd |
| 2015 | PGA Award                      | Outstanding Children's Program                                                        | Genomineerd |